# Johann Baptist Homann

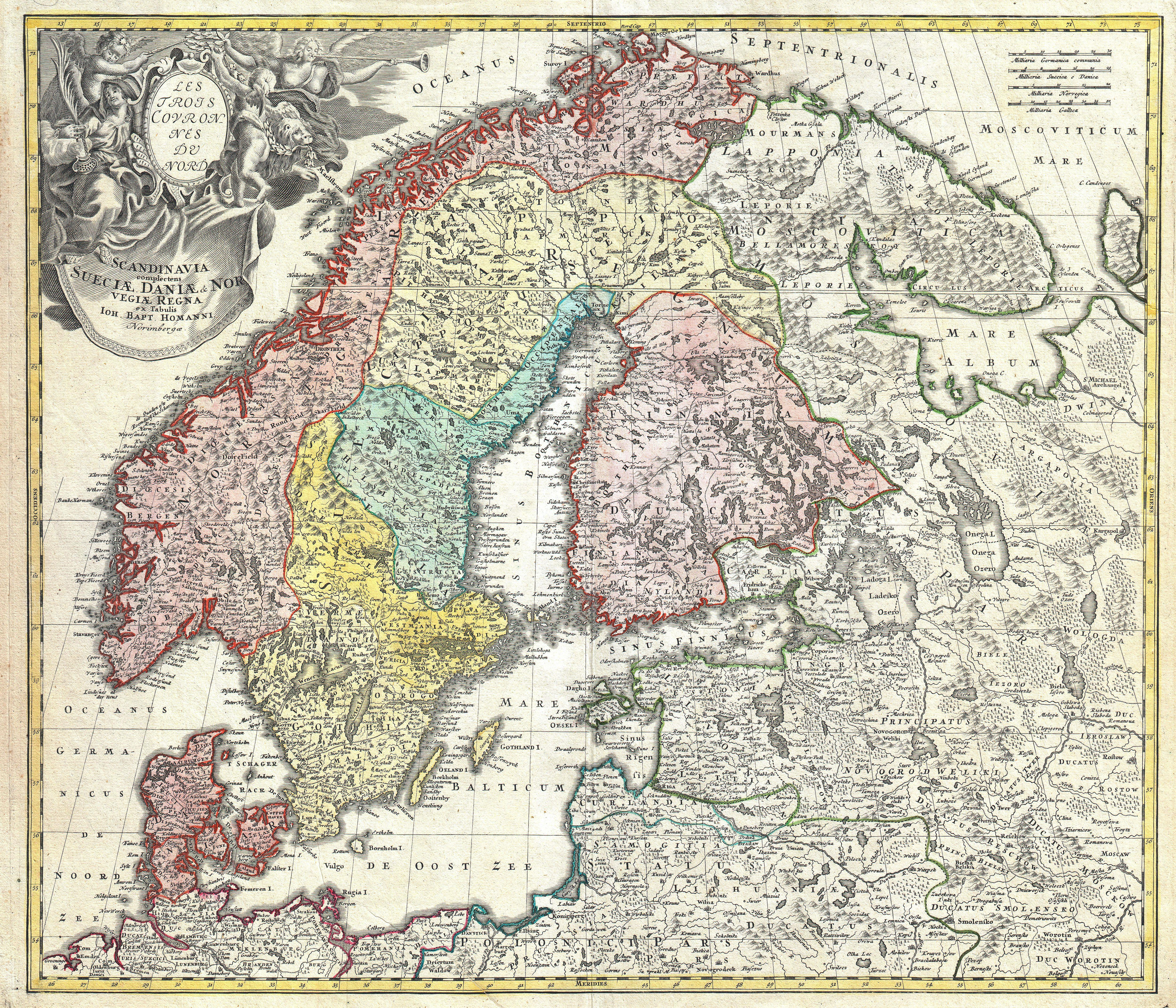
Scandinavia complectens Sueciae Daniae & Norvegiae Regna ex Tabulis

Johann Baptist Homann (Oberkammlach, 20 marzo 1664 – Norimberga, 1º luglio 1724) è stato un cartografo, editore e incisore tedesco.

## Biografia
La corretta data di nascita, ignota per lungo tempo, venne accertata tramite un certificato ritrovato presso l'archivio di stato di Norimberga da cui si è risaliti con certezza al 20 marzo 1664.
Homann frequentò inizialmente una scuola di gesuiti a Mindelheim e in seguito altre istituzioni religiose con l'intenzione di diventare domenicano. Nel 1687 giunse a Norimberga dove lavorò come notaio interessandosi contestualmente all'arte dell'incisione che imparò probabilmente da autodidatta. Nel 1691 ottenne la cittadinanza che perse però nel 1693 quando si convertì al protestantesimo, lasciò la città e visse ad Allersberg, Vienna, Erlangen e Lipsia dove nel 1697 incise 34 mappe geografiche per l'opera Notitia orbis antiqui di Christoph Keller.
Tornò a Norimberga dove collaborò con Jacob von Sandrart e David Funck, nel 1702 fondò la sua casa editrice dedicata alla cartografia con la quale pubblicò numerosi globi e mappe. Le mappe di Homann venivano spesso riunite in atlanti come ad esempio l'Atlas novus di Henrich Scherer per il quale Homann realizzò tutte le carte geografiche.
Homann, che aveva prezzi inferiori a quelli degli editori olandesi e francesi, divenne il più importante editore di mappe e atlanti della Germania del XVIII secolo. Produsse circa 200 mappe, tra cui l'atlante Großer Atlas über die ganze Welt in 126 fogli (1716) e l'Atlas methodicus (1719) in 18 fogli. Realizzò una mappa di fantasia accurata tabulae utopiae del paese della cuccagna dopo il racconto del viaggio immaginario di Johann Andreas Schnebelin († 1706). Produsse anche sfere armillari e altre opere d'arte meccanica. 
Nel 1717 realizzò la mappa Weihnachtsflut in Niederdeutschland che illustra i territori colpiti dalla devastante Inondazione di Natale del 1717. Le sue mappe erano riccamente abbellite da decorazioni artistiche e da illustrazioni storiche ed etnografiche.
Nel 1700 a Berlino venne fondata la Kurfürstlich Brandenburgische Societät der Wissenschaften che fin dalla fondazione decise di dedicarsi alla realizzazione di una carta geografica della Germania centrale e del Brandeburgo del quale non esistevano mappe. La società intendeva anche produrre e vendere le mappe, nel 1715 Homann divenne membro e nel 1717 gli venne proposto di trasferire la sua attività di editore a Berlino.
Sempre nel 1715 fu nominato geografo imperiale alla corte di Carlo VI.
Lavorò a stretto contatto con il noto incisore di Norimberga Christoph Weigel (1654-1725). Il suo Kleiner Atlas scholasticus von 18 Charten del 1710 fu accomodato dall'autore di libri scolastici di Lipsia Johann Hübner (1668-1731) e l'Atlas methodicus pubblicato nel 1719 era organizzato secondo il metodo di insegnamento di Hübner.
Johann Baptist Homann morì il 1° luglio 1724, la sua attività passò al figlio Johann Christoph Homann (1703-1730) che però morì dopo soli sei anni. Eredi dell'azienda divennero i suoi due amministratori delegati, Johann Georg Ebersberger (o Ebersperger) e Johann Michael Franz, l'azienda venne rinominata Homännische Erben e proseguì l'attività fino al 1852, nel 1876 l'intero patrimonio andò all'asta.
Un busto di Johann Baptist Homann fu collocato nella Ruhmeshalle di Monaco di Baviera ma fu distrutto nel 1944 e non è ancora stato restaurato o riprodotto. Oggi Homann è ricordato da una targa commemorativa.